# Barbara Wall (Schriftstellerin)
Barbara Wall (* 9. Oktober 1911 in England als Barbara Lucas; † 8. April 2009) war eine britische Schriftstellerin, die meistens unter ihrem Geburtsnamen schrieb.

## Leben
Barbara Wall wurde 1911 als Tochter von Perceval Drewett Lucas und dessen Frau Madeline (geborene Meynell) geboren. Im Alter von vier Jahren verlor sie ihren Vater, der im Ersten Weltkrieg fiel. Zusammen mit ihren beiden älteren Schwestern sie die St Paul’s Girls School in London. Ihre beiden Schwestern studierten im Anschluss an der University of Oxford. Barbara Lucas hingegen veröffentlichte Stars Were Born, den sie im Alter von 21 Jahren geschrieben hatte.
Bereits in ihrer Jugend wurde sie in der katholischen Intellektuellenszene aktiv. In den 1930er Jahren engagierte sie sich in der katholischen Arbeiterbewegung in London. Dort lernte sie auch ihren späteren Ehemann Bernard Wall kennen. Zusammen gründeten die beiden die Zeitung Catholic Worker. 1934 heirateten die beiden. Aus der Ehe gingen zwei Töchter hervor. Ihre Tochter Bernardine wurde später ebenfalls als Schriftstellerin aktiv. Bis zum Ausbruch des Zweiten Weltkrieges lebte die Familie in England, Frankreich, Italien und der Schweiz. 1939 ließ sich die Familie in London nieder. Die nächsten Jahre betätigten sie und ihr Mann als Schriftsteller, Übersetzer und Journalisten. Unter anderem übersetzten sie zusammen Pierre Teilhard de Chardins Hauptwerk Le Phénomène Humain sowie dessen Le Milieu Divin. Unter dem Pseudonym Hilary Knight schrieb sie eine Kolumne im The Catholic Herald. Während der Zweiten Sitzungsperiode des Zweiten Vatikanischen Konzils schrieb sie über dieses Ereignis für verschiedene Periodika. Zusammen mit ihrem Mann schrieb sie 1964 Thaw At the Vatican.
Als lebenslange Pazifistin engagierte sie sich in den 1970er Jahren in der katholischen Friedensbewegung. Für ihr Lebenswerk erhielt sie die päpstliche Verdienstmedaille Benemerenti. Nach dem Tod ihres Mannes 1974 zog sie nach Sussex, nahe dem Familienanwesen der Meynells in Greatham.
Barbara Wall war die Enkelin des Journalisten und Publizisten Wilfred Meynell und dessen Frau, der Dichterin und Suffragette Alice Meynell.

## Veröffentlichungen
- Stars were Born (1936)
- The Trembling of the Sea (1938)
- Anna Collett (1948)
- Growing Up
- More Ado About Nothing
- Prelude to a Wedding
- Widows and Widowers